# Alertogas
Alertogas est une série de bande dessinée créée en 1963 par Hubuc dans le no 1307 du journal Spirou.

## Univers

### Synopsis
Cette série est d'abord apparue dans les célèbres mini-récits du journal Spirou, avant d'avoir accès aux pages ordinaires. L'action se passe dans la Grèce antique, au siècle de Périclès.

### Personnages
Il s'agit d'un duo comique. Souvent, le titre porte le nom des deux héros : Alertogas et Saxophon.
Alertogas est petit et frêle. Dans le premier mini-récit, c'est un simple soldat de l'armée athénienne, subordonné au stratège Saxophon. Par la suite, l'aspect militaire de leur relation s'estompe, mais Saxophon reste le leader du duo. 
Saxophon est grand et doté d'un énorme menton qui rappelle celui de Victor Sébastopol, autre personnage de Hubuc. Toujours coiffé de son casque militaire, Saxophon est trop sûr de lui, attitude qui les entraîne, lui et son compère, dans diverses tribulations.

## Historique
C'est en 1963, dans les célèbres mini-récits du journal Spirou que cette série est d'abord apparue.  Ensuite, deux aventures ont été publiées dans les pages ordinaires du même journal : Dans le labyrinthe (1964) et Dans le sillage des Argonautes (1965).

## Publication

### Journal Spirou

#### Mini-récits
- no 1307 (1963) Alertogas et les Perses
- no 1309 (1963) Alertogas et le marathon
- no 1323 (1963) La Galère de Saxophon
- no 1377 (1964) Le Chant des îles

#### Séries à suivre
- no 1346-1353 (1964) : Dans le labyrinthe - 16 planches
- no 1395-1412 (1965) : Dans le sillage des Argonautes - 36 planches

À ce jour (2017) aucune histoire n'a fait l'objet d'une publication en album, mais en 2021 c'est chose faite chez Le Coffre à BD.